# Traveling Wilburys Vol. 1
Traveling Wilburys Vol. 1 — дебютный альбом супергруппы The Traveling Wilburys, записанный и выпущенный в 1988 году. Диск был тепло встречен музыкальными критиками и имел большой коммерческий успех. За первые шесть месяцев после выхода было продано более 2 млн копий. Traveling Wilburys Vol. 1 поднялся до 16-го места в UK Albums Chart и до 3-го места в Billboard 200. Альбом продержался в американских чартах более 50-ти недель и получил статус 3-кратно платинового.

## Об альбоме
После завершения дистрибьюторского контракта Джорджа Харрисона с Warner Bros. Records в 1995 году, права на каталог Dark Horse Records и на два альбома Traveling Wilburys перешли Харрисону. Также альбомы Traveling Wilburys были ремастированы и переизданы 12 июня 2007 года лейблом Rhino Records под названием The Traveling Wilburys Collection. В сборник также вошли бонусные треки и DVD. Бокс-сет поднялся до первого места в UK Albums Chart и до 9-го в Billboard 200.

## Список композиций
1. «Handle with Care» — 3:20
2. «Dirty World» — 3:30
3. «Rattled» — 3:00
4. «Last Night» — 3:48
5. «Not Alone Any More» — 3:24
6. «Congratulations» — 3:30
7. «Heading for the Light» — 3:37
8. «Margarita» — 3:15
9. «Tweeter and the Monkey Man» — 5:30
10. «End of the Line» — 3:30

Бонусные треки, вышедшие в 2007 году в бокс-сете The Traveling Wilburys Collection
1. «Maxine» — 2:49
2. «Like a Ship» — 3:31

## Участники записи
The Traveling Wilburys:
- Отис Уилбури (Джефф Линн) — клавишные, гитара, вокал и бэк-вокал
- Нельсон Уилбури (Джордж Харрисон) — гитара, вокал и бэк-вокал
- Чарли Уилбури младший (Том Петти) — акустическая гитара, гитара, бас-гитара, вокал и бэк-вокал
- Лефти Уилбури (Рой Орбисон) — акустическая гитара, гитара, вокал и бэк-вокал
- Лаки Уилбури (Боб Дилан) — акустическая гитара, гармоника, гитара, вокал и бэк-вокал

Приглашённые музыканты:
- Бастер Сайдбури (Джим Келтнер) — ударные
- Джим Хорн — саксофон
- Рэй Купер — ударные
- Ринго Старр — вокал, ударные

## Позиции в чартах
| Страна         | Наивысшая позиция | Количество недель в чартах |
| -------------- | ----------------- | -------------------------- |
| Норвегия       | 2                 | 24                         |
| Швеция         | 2                 | 17                         |
| США            | 3                 | 53                         |
| Швейцария      | 6                 | 20                         |
| Германия       | 10                |                            |
| Великобритания | 16                | 35                         |
| Австралия      | 1                 |                            |
| Финляндия      | 6                 |                            |

| Хит-парад (1989)       | Позиция |
| ---------------------- | ------- |
| Европа (Music & Media) | 48      |

## Награды и премии
| Год  | Премия                                                                    | Альбом/Песня              |
| ---- | ------------------------------------------------------------------------- | ------------------------- |
| 1990 | Grammy Award — Best Rock Performance by a Duo or Group with Vocal (album) | Traveling Wilburys Vol. 1 |

## Сертификации
| Организация          | Уровень             | Дата           |
| -------------------- | ------------------- | -------------- |
| BPI — Великобритания | Золотой             | 24 ноября 1988 |
| RIAA — США           | Золотой             | 4 января 1989  |
| RIAA — США           | Платиновый          | 4 января 1989  |
| BPI — Великобритания | Платиновый          | 20 января 1989 |
| RIAA — США           | 2-кратно платиновый | 1 марта 1989   |
| RIAA — США           | 3-кратно платиновый | 4 августа 1994 |
| CRIA — Канада        | 6-кратно платиновый | 26 мая 2003    |